# Auteuil au cours des âges
Auteuil au cours des âges est un livre de l'ingénieur de l'École centrale de Lyon Amédée Fayol, paru en 1926 aux éditions Les Publications techniques et artistiques (Paris), consacré à la ville d'Auteuil, ancienne commune du département de la Seine. Le livre a connu plusieurs rééditions à la Librairie académique Perrin jusqu'en 1958.

## Contenu
Avec une introduction de Fernand Gregh et une préface de Léon Bérard, ce livre est dédié à la mère de Joseph Bethenod (1883-1944) pour qui Amédée Fayol a écrit le livre Le Savant et inventeur Joseph Bethenod paru en 1950.
La famille Bethenod a par ailleurs vécu à Auteuil.

### Résumé
Auteuil au cours des âges retrace l'histoire d'un « village » devenu ensuite un quartier bourgeois de Paris.
Aux XVIIe et XVIIIe siècles notamment, Auteuil est le lieu de rencontre du Tout-Paris de la pensée et de l'art.
Boileau, Molière ou autre Racine y vivent et c'est dans les salons de Mesdemoiselles Antier et de Verrières, de Madame de Boufflers ou de Madame Helvétius qu'on les retrouve.
En évoquant les philosophes, écrivains, peintres, comédiennes célèbres, poètes, compositeurs et musiciens, grands médecins et chirurgiens, diplomates, ministres et financiers qui passèrent par Auteuil, Amédée Fayol dresse la longue liste des personnages qui écrivirent trois siècles d’histoire de France, et affirme ainsi son talent de biographe.

### Conclusion
Fernand Gregh conclut également l'ouvrage par ces mots : « De cette lecture, en même temps qu'ils (les lecteurs) sortiront enrichis et instruits, ils tireront une leçon infiniment grave et belle en sentant, en éprouvant, d'une manière presque physique, que chaque mètre carré d'une ville comme Paris a été le lieu de milliers et de millions de choses de l'âme, que le sol de la cité en est comme pétri et transsubstantié, et qu'il a commencé déjà, pour sa part, cette évolution infinie qui semble bien la loi des choses, et qui, de toute la matière éparse dans l'univers, tend par une innombrable transmutation à faire, peu à peu, de l'esprit ».

## Distinction
En 1927, Auteuil au cours des âges reçoit le Prix Marcelin Guérin, aujourd'hui disparu, de l'Académie française.

## Biographie d'Amédée Fayol
Amédée Fayol est né le 30 mai 1876 à Carmaux (Tarn) et fut marié à Jeanne Desaymard (1882-1941).
Il est le neveu de l'ingénieur civil des mines français, Henri Fayol, développeur du fayolisme.
Amédée Fayol meurt le 20 novembre 1965 à Chatou (Yvelines) à l'âge de 89 ans.